# Trichosteleum subrhinophyllum
Trichosteleum subrhinophyllum là một loài Rêu trong họ Sematophyllaceae. Loài này được (Müll. Hal.) A. Jaeger miêu tả khoa học đầu tiên năm 1878.